# Jákup Jógvansson
Jákup Jógvansson foi o Primeiro-Ministro das Ilhas Feroe, de 1677 até 1679.
Jákup Jógvansson foi um feroense, e filho de antigo Primeiro-Ministro Jógvan Poulsen. Jógvansson tinha, também, sido um Sysselmann, em Sandoy. Ele viveu e trabalhou na fazenda de Dalsgarður, em Skálavík, na ilha de Sandoy.